# Michał Krasuski
Michał Krasuski (ur. 21 maja 2000) – polski koszykarz występujący na pozycjach niskiego lub silnego skrzydłowego, obecnie zawodnik Polskiego Cukru Pszczółki Start Lublin.
29 maja 2022 został zawodnikiem Polskiego Cukru Pszczółki Start Lublin.

## Osiągnięcia
Stan na 20 lutego 2023, na podstawie, o ile nie zaznaczono inaczej.

### Drużynowe
Seniorskie
- Finalista Pucharu Polski (2023)[3]

Młodzieżowe
- Uczestnik mistrzostw Polski:
  - juniorów starszych (2020)
  - juniorów (2016–2018)
  - kadetów (2016)

### Indywidualne
- Uczestnik konkursu rzutów za 3 punkty EBL (2023)[4]

### Reprezentacja
Młodzieżowe
- Uczestnik:
  - mistrzostw:
    - świata U–18 3x3 (2017 – 14. miejsce)
    - Europy:
      - U–20 (2019 – 14. miejsce)
      - U–18:
        - 3x3 (2018 – 14. miejsce)
        - dywizji B (2018 – 12. miejsce)

  - kwalifikacji do mistrzostw Europy U–18 3x3 (2017 – 14. miejsce, 2018 – 5. miejsce)